# Bethlehem Shipbuilding Corporation
Bethlehem Steel Corporation Shipbuilding Division ontstond in 1905 toen Bethlehem Steel de Union Iron Works scheepswerf in San Francisco overnam. In 1917 werd het een dochteronderneming onder de naam Bethlehem Shipbuilding Corporation, Limited, ook bekend als BethShip. Het hoofdkwartier stond in Quincy, Massachusetts na de overname van de Fore River Shipyard in 1913 en later in Sparrows Point, Maryland in 1964. 
In 1940 was het de nummer 1 van de drie grote Amerikaanse werven die elk schip konden bouwen. Newport News Shipbuilding & Drydock en New York Shipbuilding Corporation waren 2 en 3. Bethlehem had 4 werven begin jaren 1940: Fore River, Sparrows Point, San Francisco en Staten Island. Bethlehem groeide tijdens de Tweede Wereldoorlog als gevolg van het Emergency Shipbuilding program.
De werf in Quincy werd halverwege de jaren zestig verkocht aan General Dynamics Corporation en sloot in 1986. De Alameda-werf werd begin jaren 70 gesloten en de locatie in San Francisco werd verkocht aan British Aerospace midden jaren 90 en leeft verder als BAE Systems San Francisco Ship Repair. 
Bethlehem Steel stopte met de scheepsbouwactiviteiten in 1997 om te proberen de staalbouwactiviteiten te redden. 

## Scheepswerven
De volgende scheepswerven waren eigendom van Bethlehem Steel. Ze staan hier in de volgorde van aankoop. 
- Bethlehem Wilmington, Wilmington, Delaware (1904-1925, 1941-1945)
- Union Iron Works, San Francisco, Californië (1905-1941)
- Fore River Shipyard, Quincy, Massachusetts (1913-1964), verkocht aan General Dynamics Corporation in 1964
- Bethlehem Sparrows Point Shipyard, Sparrows Point, Maryland (1914-1997)
- Bethlehem Elizabethport, Elizabethport, New Jersey (1916-1956)
- Alameda Works Shipyard, Alameda, Californië (1916-1956)
- Squantum Victory Yard, Quincy, Massachusetts (1917-1919). De "Victory Yard" werd speciaal gebouwd voor de bouw van torpedobootjagers voor de oorlog, om zo Fore River Yard te ontlasten voor de bouw van andere schepen, waaronder de slagkruiser USS Lexington
- Bethlehem Mariners Harbor, Staten Island, New York (1918-1960)
- Bethlehem Shipyard, San Pedro, Californië (1940-1981)
- Bethlehem Fairfield Shipyard, Baltimore, Maryland (1940-1945)
- Bethlehem Hingham Shipyard, Hingham, Massachusetts (1940-1945)
- Bethlehem Atlantic Works, East Boston, Massachusetts
- Bethlehem Brooklyn 56th Street Shipyard, Brooklyn, New York
- Hoboken Shipyard, Hoboken, New Jersey (?-1982)
- Bayonne Naval Drydock, Bayonne, New Jersey
- Bethlehem Pennsylvania Shipyards, Inc., Beaumont, Texas (1948-1989)